# Фінал Кубка володарів кубків 1963
Фінал Кубка володарів кубків 1963 — футбольний матч для визначення володаря Кубка володарів кубків УЄФА сезону 1962/63, 3-й фінал змагання між володарями національних кубків країн Європи. 
Матч відбувся 15 травня 1963 року у Роттердамі за участю володаря Кубка Англії 1961/62 «Тоттенгем Готспур» та володаря Кубка володарів кубків 1961/62 «Атлетіко (Мадрид)». Гра завершилася перемогою англійців з рахунком 5-1, які здобули свій перший титул володарів Кубка володарів кубків.

## Шлях до фіналу
| Тоттенгем Готспур   | Тоттенгем Готспур | Тоттенгем Готспур | Тоттенгем Готспур | 1962/63      | Атлетіко        | Атлетіко  | Атлетіко    | Атлетіко       |
| ------------------- | ----------------- | ----------------- | ----------------- | ------------ | --------------- | --------- | ----------- | -------------- |
| Суперник            | Результат         | Перший матч       | Повторний матч    | Раунд        | Суперник        | Результат | Перший матч | Повторний матч |
| Рейнджерс           | 8–4               | 5–2 (Д)           | 3–2 (Г)           | Другий раунд | Гіберніанс      | 5–0       | 4–0 (Д)     | 1–0 (Г)        |
| Слован (Братислава) | 6–2               | 0–2 (Г)           | 6–0 (Д)           | 1/4 фіналу   | Ботев (Пловдив) | 5–1       | 1–1 (Г)     | 4–0 (Д)        |
| ОФК Белград         | 5–2               | 2–1 (Г)           | 3–1 (Д)           | 1/2 фіналу   | Нюрнберг        | 3–2       | 1–2 (Г)     | 2–0 (Д)        |

## Деталі
| 15 травня 1963 |

| Тоттенгем Готспур                       | 5:1      | Атлетіко (Мадрид) |
| --------------------------------------- | -------- | ----------------- |
| Грівз 16', 80' Вайт 35' Дайсон 67', 85' | Протокол | Кольяр 47' (пен.) |

| Феєнорд, Роттердам Глядачів: 49 143 Арбітр: Андріес ван Леувен |

| Тоттенгем Готспур | Атлетіко |

| В                |  | Білл Браун            |
| З                |  | Пітер Бейкер          |
| З                |  | Рон Генрі             |
| З                |  | Моріс Норман          |
| З                |  | Тоні Марчі            |
| ПЗ               |  | Денні Бланчфлауер (к) |
| ПЗ               |  | Кліфф Джонс           |
| Н                |  | Джон Вайт             |
| Н                |  | Террі Дайсон          |
| Н                |  | Джиммі Грівз          |
| Н                |  | Боббі Сміт            |
| Головний тренер: |  |                       |
| Білл Ніколсон    |  |                       |

| В                |  | Едгардо Мадінабейтія        |
| З                |  | Фелісьяно Рівілья           |
| З                |  | Хосе Антоніо Родрігес Лопес |
| З                |  | Раміро                      |
| З                |  | Хорхе Гріффа                |
| ПЗ               |  | Хесус Гларія                |
| ПЗ               |  | Мігель Хонес                |
| Н                |  | Аделардо Родрігес           |
| Н                |  | Чузо                        |
| Н                |  | Жоржі Алберту Мендоса       |
| Н                |  | Енріке Кольяр               |
| Головний тренер: |  |                             |
| Сабіно Барінага  |  |                             |